# Cuộc đảo chính Mali 2012
Cuộc đảo chính Mali 2012 là cuộc đảo chính quân sự do các binh sĩ phản loạn ở Mali tiến hành vào ngày 21 tháng 3 năm 2012, cuộc binh biến nhằm chống đối cách chính phủ xử lý phong trào nổi dậy của người Tuareg vào chiều 21.3 đã chuyển thành âm mưu đảo chính khi các binh sĩ chiếm giữ đài truyền hình của chính phủ và tấn công dinh tổng thống. Nguyên nhân đảo chính do chính phủ không cung cấp đủ vũ khí và nguồn lực để quân đội đối phó trước phiến quân Tuareg và các tổ chức Hồi giáo cực đoan ở miền Bắc. 
Cuộc đảo chính bắt đầu từ doanh trại ở thành phố Kati giáp thủ đô Bamako, sau đó lan ra toàn thủ đô. Ngày 22 tháng 3 năm 2012, quân đảo chính tuyên bố họ đã chiếm dinh tổng thống và bắt giữ một số bộ trưởng sau cuộc đọ súng trong một âm mưu đảo chính. Ngoại trưởng Soumeylou Boubeye Maiga và Bộ trưởng Nội vụ Kafouhouna Kone nằm trong số những người bị cầm giữ. Theo nguồn tin độc lập cho biết Tổng thống Amadou Toumani Touré, người ẩn náu trong dinh khi cuộc đọ súng diễn ra, đã xoay xở thoát ra ngoài. Quân đảo chính tự xưng đại diện cho Ủy ban quốc gia vì phục hồi dân chủ và tái thiết đất nước đã lên truyền hình tuyên bố đình chỉ hiến pháp, giải tán các định chế nhà nước, giới nghiêm và đóng cửa biên giới. 

## Phản ứng quốc tế
- Liên Hợp Quốc: Tại Thành phố New York, một phát ngôn viên của Liên Hợp Quốc cho biết Tổng thư ký Liên Hợp Quốc Ban Ki-moon đang theo dõi sự kiện với sự 'quan ngại sâu sắc' và kêu gọi bình tĩnh và kêu gọi các mối bất bình được giải quyết một cách hòa bình và theo quá trình dân chủ. Ông Ban cũng khẳng định lại sự hỗ trợ của Liên Hợp Quốc cho trật tự hiến pháp trong quốc gia này[1].
- Úc: Chính phủ Australia khuyến cáo công dân của mình tại Mali tránh xa các đường phố và tránh bất kỳ cuộc biểu tình và các cuộc biểu tình.[2]
- Brasil: Bộ Quan hệ Đối ngoại nói rằng họ đang theo dõi tình hình ở Mali với 'mối quan ngại sâu sắc và kêu gọi' ngay lập tức khôi phục trật tự hiến pháp và dân chủ "và kêu gọi các bên để ôn hòa, đối thoại hòa bình và phản đối việc sử dụng vũ lực'. Đại sứ quán Brazil ở Bamako khuyên công dân của tránh khỏi các đường phố và duy trì việc thông báo cho đại sứ quán vị trí của họ[3].
- Canada:Bộ trưởng Bộ Ngoại giao John Baird nói rằng "sự khác biệt phải được giải quyết bằng đối thoại và tiến trình dân chủ, không phải bằng vũ lực" và kêu gọi cho một trở lại ổn định trước khi cuộc bầu cử vào tháng tới.[4]
- Pháp: Ngoại trưởng Pháp Alain Juppé công bố Pháp đình chỉ hợp tác ngoại giao với Mali[5].
- Liên minh châu Âu: Liên minh châu Âu lên án cuộc đảo chính và yêu cầu khôi phục lại quyền lực hiến pháp càng sớm càng tốt. Hoạt động phát triển cũng đã bị đình chỉ.[6][7]
- Nigeria: Chính phủ Nigeria cho biết từ chối công nhận "chính phủ vi hiến" ở Mali, và lên án mạnh mẽ cuộc đảo chính.[8]
- Na Uy: Bộ trưởng Ngoại giao, Jonas Gahr Store, nói rằng ông lên án cuộc đảo chính chống lại chính phủ tổng thống hợp pháp bầu và Mali. Ông nói rằng quân đội phải trả lại quyền lực trở lại cho các cơ quan pháp luật càng sớm càng tốt.
- Nam Phi: Nam Phi lên án cuộc đảo chính và đóng cửa đại sứ quán của mình tại Bamako.[9]
- Vương quốc Liên hiệp Anh và Bắc Ireland: Bộ trưởng phụ trách châu Phi, Henry Bellingham, nói rằng chính phủ Anh 'quan ngại sâu sắc' về các báo cáo của một âm mưu đảo chính và lên án bất cứ hành động nào phá hoại nguyên tắc dân chủ và hiến pháp Mali.[10]
- Hoa Kỳ: Phát ngôn viên Bộ Ngoại giao Hoa Kỳ Victoria Nuland nói rằng Hoa Kỳ lên án việc bắt giữ quyền lực quân sự và đứng về chính phủ hợp pháp được bầu của Touré.[11] Bà cũng cho biết Đại sứ quán ở Bamako của Hoa Kỳ đang theo dõi tình hình chặt chẽ và đã khuyên công dân Mỹ tại Mali nơi trú ẩn tại chỗ.'[12]